# Comarca d'Ezcaray
La Comarca d'Ezcaray, La Rioja, (Espanya). A la regió Rioja Alta, de la zona de Sierra.
Núm de municipis: 5
Superfície: 250,47 {\displaystyle Km^{2}}
Població (2007): 2.521 habitants
Densitat: 10,07 hab/{\displaystyle Km^{2}}
Latitud mitjana: 42º 19' 33" nord
Longitud mitjana: 3º 0' 28" oest
Altitud mitjana: 919,4 msnm

## Municipis de la comarca
- Ezcaray
- Ojacastro
- Pazuengos
- Valgañón
- Zorraquín